# 光田昌弘
光田 昌弘（みつだ まさひろ、1953年 - ）は、日本の元俳優。兵庫県明石市出身。

## 出演作品

### 映画
- 西陣心中（1977年、ATG） - 立野博之 役
- ナオミ（1980年、東映） - 浜田 役
- 幸福号出帆（1980年、東映セントラルフィルム） - 富田次郎 役
- ヒポクラテスたち（1980年、ATG） - 河本一郎 役
- 幻の湖（1982年、東宝） - 日夏圭介 役

### テレビドラマ
- 俺たちの祭（1977年 - 1978年、日本テレビ） - 倉橋一郎 役
- 大捜査線シリーズ 追跡（1980年、フジテレビ） - 新田鋭一 役
- 母の旅路（1981年、中部日本放送）
- 恋人たちの危険な遊戯（1981年9月30日、東京12チャンネル）
- 土曜ワイド劇場「異常の太陽」（1986年5月31日、テレビ朝日）